# Ceraticelus
Ceraticelus Simon, 1884 è un genere di ragni appartenente alla famiglia Linyphiidae.

## Distribuzione
Le 35 specie oggi attribuite a questo genere sono state rinvenute prevalentemente nell'America settentrionale: ben 27 sono gli endemismi in territorio statunitense (di cui due in Alaska); alcuni rinvenimenti si sono avuti nell'America centrale insulare: due specie (C. nigripes e C. tumidus) sono endemiche dell'isola di Cuba.
Una specie, la C. orientalis è endemica della Russia orientale, mentre la specie dall'areale più ampio è la C. bulbosus reperita in varie località della regione olartica.

## Tassonomia
Non è un sinonimo anteriore di Idionella Banks, 1893, secondo uno studio dell'aracnologo Ivie del 1967.
A maggio 2011, si compone di 35 specie e 2 sottospecie secondo Platnick e 34 specie e 2 sottospecie secondo Tanasevitch:
1. Ceraticelus agathus Chamberlin, 1948 — USA
2. Ceraticelus albus (Fox, 1891) — USA
3. Ceraticelus alticeps (Fox, 1891) — USA
4. Ceraticelus artemisiae Prentice & Redak, 2009[3] — USA
5. Ceraticelus atriceps (O. P.-Cambridge, 1874) — USA
6. Ceraticelus berthoudi Dondale, 1958 — USA
7. Ceraticelus bryantae Kaston, 1945 — USA
8. Ceraticelus bulbosus (Emerton, 1882) — Regione olartica
9. Ceraticelus carinatus (Emerton, 1911) — USA
10. Ceraticelus crassiceps Chamberlin & Ivie, 1939 — USA
11. Ceraticelus creolus Chamberlin, 1925 — USA
12. Ceraticelus emertoni (O. P.-Cambridge, 1874) — USA
13. Ceraticelus fastidiosus Crosby & Bishop, 1925 — USA
14. Ceraticelus fissiceps (O. P.-Cambridge, 1874) - Specie tipo — USA
15. Ceraticelus innominabilis Crosby, 1905 — Alaska
16. Ceraticelus laetabilis (O. P.-Cambridge, 1874) — USA, Canada
  - Ceraticelus laetabilis pisga Chamberlin, 1948 — USA
17. Ceraticelus laetus (O. P.-Cambridge, 1874) — USA, Canada
18. Ceraticelus laticeps (Emerton, 1894) — USA, Canada
  - Ceraticelus laticeps bucephalus Chamberlin & Ivie, 1944 — USA
19. Ceraticelus limnologicus Crosby & Bishop, 1925 — USA
20. Ceraticelus micropalpis (Emerton, 1882) — USA
21. Ceraticelus minutus (Emerton, 1882) — USA, Canada
22. Ceraticelus nigripes Bryant, 1940 — Cuba
23. Ceraticelus orientalis Eskov, 1987 — Russia
24. Ceraticelus paludigenus Crosby & Bishop, 1925 — USA, Hispaniola
25. Ceraticelus paschalis Crosby & Bishop, 1925 — USA
26. Ceraticelus phylax Ivie & Barrows, 1935 — USA
27. Ceraticelus pygmaeus (Emerton, 1882) — USA
28. Ceraticelus rowensis Levi & Levi, 1955 — Canada
29. Ceraticelus savannus Chamberlin & Ivie, 1944 — USA
30. Ceraticelus silus Dondale, 1958 — Alaska
31. Ceraticelus similis (Banks, 1892) — USA
32. Ceraticelus subniger Chamberlin, 1948 — USA
33. Ceraticelus tibialis (Fox, 1891) — USA
34. Ceraticelus tumidus Bryant, 1940 — Cuba
35. Ceraticelus vesperus Chamberlin & Ivie, 1939 — USA

### Specie trasferite
- Ceraticelus anomalus Gertsch & Ivie, 1936; trasferita al genere Idionella Banks, 1893.
- Ceraticelus desertus Gertsch & Ivie, 1936; trasferita al genere Idionella Banks, 1893.
- Ceraticelus formosus (Banks, 1892); trasferita al genere Idionella Banks, 1893.
- Ceraticelus guttatus Chamberlin & Ivie, 1939; trasferita al genere Idionella Banks, 1893.
- Ceraticelus nesiotes Crosby, 1924; trasferita al genere Idionella Banks, 1893.
- Ceraticelus ornatulus Crosby & Bishop, 1925; trasferita al genere Ceratinella Emerton, 1882.
- Ceraticelus parvulus (Fox, 1891); trasferita al genere Ceratinella Emerton, 1882.
- Ceraticelus rugosus Crosby, 1905; trasferita al genere Idionella Banks, 1893.
- Ceraticelus titivillitium Crosby & Bishop, 1925; trasferita al genere Idionella Banks, 1893.
- Ceraticelus tuganus Chamberlin, 1949; trasferita al genere Idionella Banks, 1893.